# Skate America 2020
Skate America 2020 (ang. oryg. ISU GP 2020 Guaranteed Rate Skate America) – pierwsze w kolejności zawody łyżwiarstwa figurowego z cyklu Grand Prix 2020/2021. Zawody odbyły się od 23 do 24 października 2020 roku w hali Orleans Arena w Las Vegas.
Ze względu na pandemię COVID-19 i ograniczenia w podróżowaniu międzynarodowym, Rada ISU zadecydowała, że we wszystkich zawodach z cyklu Grand Prix 2020/2021 wystąpią jedynie zawodnicy krajowi i ci, którzy trenują w danym kraju lub regionie geograficznym. Mając na uwadze krajowy charakter zawodów, Rada Międzynarodowej Unii Łyżwiarskiej zadecydowała również, że osiągnięte podczas tej edycji wyniki nie będą miały wpływu na pozycję w rankingu światowym, jak również nie będą brane pod uwagę jako minimalna ocena techniczna (TES) osiągnięta na międzynarodowych zawodach pod patronatem ISU. Ponadto osiągniętych wyników punktowych nie zaliczano do oficjalnych rekordów życiowych bądź rekordów świata.
Zawody odbywały się bez udziału publiczności z powodu obostrzeń związanych z pandemią COVID-19.
We wszystkich konkurencjach triumfowali Amerykanie. W konkurencji solistów po raz czwarty z rzędu zwyciężył Nathan Chen, zaś wśród solistek pierwsze zwycięstwo w zawodach odniosła Mariah Bell. W parach sportowych zwycięstwo w pierwszych wspólnych zawodach odnieśli Alexa Scimeca Knierim i Brandon Frazier. W parach tanecznych trzeci raz z rzędu wygrali Madison Hubbell i Zachary Donohue.

## Terminarz
| Data            | Godzina                      | Konkurencja   | Segment          |
| --------------- | ---------------------------- | ------------- | ---------------- |
| 23 października | 16:00 UTC-07:00 / 01:00 CEST | Solistki      | Program krótki   |
| 23 października | 17:50 UTC-07:00 / 02:50 CEST | Soliści       | Program krótki   |
| 23 października | 19:40 UTC-07:00 / 04:40 CEST | Pary sportowe | Program krótki   |
| 23 października | 21:30 UTC-07:00 / 06:30 CEST | Pary taneczne | Taniec rytmiczny |
| 24 października | 10:50 UTC-07:00 / 19:50 CEST | Solistki      | Program dowolny  |
| 24 października | 13:00 UTC-07:00 / 22:00 CEST | Soliści       | Program dowolny  |
| 24 października | 17:20 UTC-07:00 / 02:20 CEST | Pary sportowe | Program dowolny  |
| 24 października | 19:30 UTC-07:00 / 03:30 CET  | Pary taneczne | Taniec dowolny   |

## Wyniki

### Soliści
| Poz. | Zawodnik          | Nota łączna | SP | SP     | FS | FS     |
| ---- | ----------------- | ----------- | -- | ------ | -- | ------ |
| 1    | Nathan Chen       | 299,15      | 1  | 111,17 | 1  | 187,98 |
| 2    | Vincent Zhou      | 275,10      | 2  | 99,36  | 2  | 175,74 |
| 3    | Keegan Messing    | 266,42      | 3  | 92,40  | 3  | 174,02 |
| 4    | Tomoki Hiwatashi  | 245,30      | 4  | 87,17  | 4  | 158,13 |
| 5    | Ilia Malinin      | 220,31      | 7  | 76,75  | 5  | 143,56 |
| 6    | Alexei Bychenko   | 214,62      | 6  | 77,48  | 8  | 137,14 |
| 7    | Alexei Krasnozhon | 214,61      | 5  | 78,06  | 9  | 136,55 |
| 8    | Maxim Naumov      | 214,27      | 8  | 70,91  | 6  | 143,36 |
| 9    | Camden Pulkinen   | 207,82      | 9  | 69,09  | 7  | 138,73 |
| 10   | Jimmy Ma          | 196,98      | 11 | 63,36  | 10 | 133,62 |
| 11   | Joseph Kang       | 192,37      | 10 | 68,08  | 11 | 124,29 |
| 12   | Danijjel Samochin | 184,54      | 12 | 61,60  | 12 | 122,94 |

### Solistki
| Poz. | Zawodniczka    | Nota łączna | SP | SP    | FS | FS     |
| ---- | -------------- | ----------- | -- | ----- | -- | ------ |
| 1    | Mariah Bell    | 212,73      | 1  | 76,48 | 4  | 136,25 |
| 2    | Bradie Tennell | 211,07      | 2  | 73,29 | 1  | 137,78 |
| 3    | Audrey Shin    | 206,15      | 3  | 69,77 | 3  | 136,38 |
| 4    | Karen Chen     | 204,90      | 4  | 68,13 | 2  | 136,77 |
| 5    | Amber Glenn    | 190,09      | 5  | 67,85 | 6  | 122,24 |
| 6    | Lin Shan       | 182,11      | 7  | 59,29 | 5  | 122,82 |
| 7    | Paige Rydberg  | 178,13      | 6  | 63,91 | 8  | 114,22 |
| 8    | Starr Andrews  | 171,70      | 10 | 57,20 | 7  | 114,50 |
| 9    | Sierra Venetta | 170,72      | 8  | 59,28 | 9  | 111,44 |
| 10   | Pooja Kalyan   | 158,95      | 11 | 55,50 | 10 | 103,45 |
| 11   | Finley Hawk    | 154,25      | 9  | 59,12 | 11 | 95,13  |
| 12   | Gracie Gold    | 127,82      | 12 | 46,36 | 12 | 81,46  |

### Pary sportowe
| Poz. | Zawodnik                                | Nota łączna | SP | SP    | FS | FS     |
| ---- | --------------------------------------- | ----------- | -- | ----- | -- | ------ |
| 1    | Alexa Scimeca Knierim / Brandon Frazier | 214,77      | 1  | 74,19 | 1  | 140,58 |
| 2    | Jessica Calalang / Brian Johnson        | 207,40      | 2  | 71,08 | 2  | 136,32 |
| 3    | Audrey Lu / Misha Mitrofanov            | 189,65      | 3  | 67,52 | 4  | 122,13 |
| 4    | Ashley Cain-Gribble / Timothy LeDuc     | 189,23      | 4  | 64,21 | 3  | 125,02 |
| 5    | Tarah Kayne / Danny O’Shea              | 174,35      | 5  | 59,86 | 5  | 114,49 |
| 6    | Olivia Serafini / Mervin Tran           | 168,07      | 6  | 59,67 | 6  | 108,40 |
| 7    | Emily Chan / Spencer Akira Howe         | 151,15      | 7  | 55,58 | 8  | 95,57  |
| 8    | Anna Vernikov / Jewgieni Krasnopolski   | 146,12      | 8  | 48,23 | 7  | 97,89  |

### Pary taneczne
| Poz. | Zawodnik                                 | Nota łączna | RD | RD    | FD | FD     |
| ---- | ---------------------------------------- | ----------- | -- | ----- | -- | ------ |
| 1    | Madison Hubbell / Zachary Donohue        | 211,39      | 1  | 85,30 | 1  | 126,09 |
| 2    | Kaitlin Hawayek / Jean-Luc Baker         | 202,47      | 2  | 81,15 | 2  | 121,32 |
| 3    | Christina Carreira / Anthony Ponomarenko | 185,78      | 3  | 78,63 | 3  | 107,15 |
| 4    | Caroline Green / Michael Parsons         | 178,05      | 4  | 74,98 | 4  | 103,07 |
| 5    | Molly Cesanek / Jehor Jehorow            | 168,09      | 5  | 66,01 | 5  | 102,08 |
| 6    | Lorraine McNamara / Anton Spiridonov     | 159,89      | 6  | 63,50 | 6  | 96,39  |
| 7    | Eva Pate / Logan Bye                     | 151,40      | 7  | 59,61 | 7  | 91,79  |
| 8    | Emily Monaghan / Ilias Fourati           | 127,70      | 8  | 54,88 | 8  | 72,82  |